# Лиш, Карл
Карл Лиш (нем. Karl Lisch, 24 июля 1907 года, Кирхбихль, Австро-Венгерская империя — 5 февраля 1999 года, Тироль, Австрия) — австрийский офтальмолог.

## Биография
Родился в небольшом австрийском селе Кирхбихль в семье врача. После окончания школы в Куфштайне изучал медицину в университетах Вены, Цюриха и Инсбрука. Окончив в 1931 году инсбрукский университет имени Леопольда и Франца поступил на работу на кафедру офтальмологии того же учебного заведения. Впоследствии работал в университете Мюнхена. С 1947 по 1980 год был заведующим отделения офтальмологии больницы Вёргля, располагавшейся рядом с местом его рождения.

## Узелки Лиша

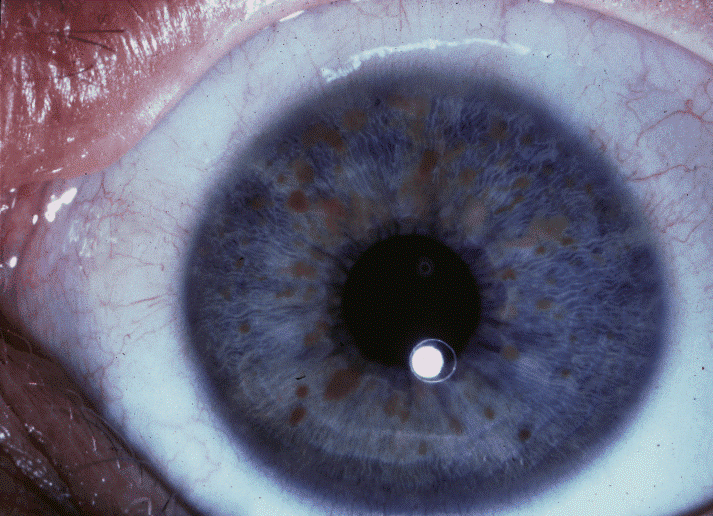
Узелки Лиша (гамартома радужки)

Впервые гамартомы радужной оболочки были описаны в 1918 году. Их значение в диагностике нейрофиброматоза I типа было показано в 1937 году Карлом Лишем, в честь которого они и получили своё название. Впоследствии была установлена их чрезвычайная роль в дифференциальной диагностике болезни Реклингхаузена.
Узелки Лиша встречаются практически у всех больных нейрофиброматозом I типа старше 20 лет. Они представляют небольшие белесоватые пятна (гамартомы) на радужке глаза. Узелки Лиша не видны невооружённым взглядом, необходимо офтальмологическое обследование. Выявляемость узелков Лиша повышается с возрастом больного: в возрасте от 0 до 4 лет — до 22 % случаев; 5—9 лет — до 41; 10—19 лет — до 85 %; старше 20 лет — до 95 % больных нейрофиброматозом I типа. Данные узелки не встречаются при других формах нейрофиброматоза.